# Jean Antoine Nollet
Jean-Antoine Nollet (n. 19 noiembrie 1700, Pimprez – d. 25 aprilie 1770, Paris), cunoscut și ca abatele Nollet, a fost un cleric și fizician francez.

## Activitatea științifică
Nollet a fost interesat în particular de electricitate, pe care a explorat-o cu ajutorul lui Du Fay și Réaumur. El s-a înscris la Royal Society din Londra în 1734, iar mai târziu a devenit primul profesor de fizică experimentală de la Universitatea din Paris.
În 1746 el a pus aproape două sute de călugări într-un cerc cu o circumferință de aproximativ o milă (1,6 km), cu piese de fier conectate între ele. Apoi a descărcat o butelie de Leyda în lanțul uman și a observat că fiecare om a reacționat aproape simultan la șocul electric, convingându-se că viteza propagării electricității este foarte mare. În 1748 el a descoperit fenomenul osmozei în membrane naturale.
În 1750 Nollet a făcut unele progrese legate de electrospray. El a observat că apa ce curge dintr-un vas se aerosolizează dacă vasul este electrificat și plasat lângă un câmp electric. În mod similar, el a mai observat că “o persoană, electrificată printr-o conexiune cu un generator de mare voltaj, nu ar sângera normal dacă s-ar leza de sine stătător; sângele va țâșni ca pulverizat din rană.”

## Lucrări (listă incompletă)
- Recherches sur les causes particulieres des phénoménes électriques, Et sur les effets nuisibles et avantageux qu'on peut en attendre, 1749 (Lectură online)
- Lettres sur l'électricité, Paris, 1753 — À Maria Angela Ardinghelli, Benjamin Franklin, Jean Jallabert et Boze.
- Catalogue de différentes pièces de physique sur l'électricité et sur les airs, d'après les élémens de MM. l'abbé Nollet et Sigaud de La Fond, etc, qui se fabriquent chez Haering, ingénieur en instrumens de physique et d'optique ; Palais du tribunat, n° 63, entre le café de Foi et le théatre de Mlle de Montansier, à Paris, 1789 (Lectură online)

### Corespondență
- Isaac Benguigui, Théories électriques du XVIIIe siècle : correspondance entre l'abbé Nollet (1700-1770) et le physicien genevois Jean Jallabert (1712-1768), Genève, Georg, 1984

## Omagii

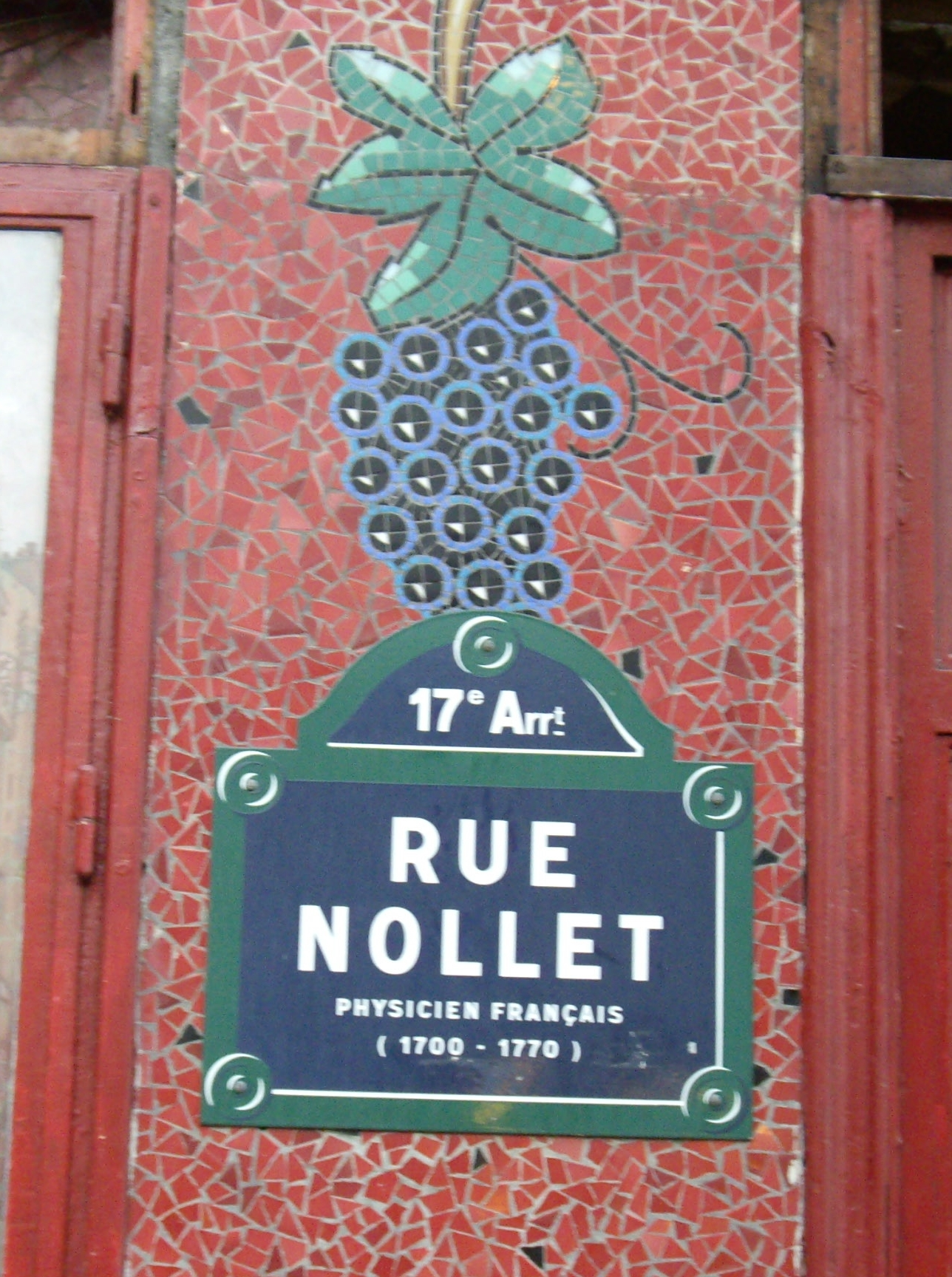
Strada Nollet, Paris 17e

În 1864, actuala stradă Nollet din arondismentul 17 al Parisului a fost redenumită după Jean-Antoine Nollet.